# Relações exteriores da República da China
As relações exteriores da China durante a Era Republicana (1912-1949) foram as relações entre a República da China e as demais nações do ínicio do século XX. A República da China foi estabelecida em 1º de Janeiro de 1912 e os primeiros países a reconhecer-la foram Nova Zelândia (sob controle britânico), Panamá, União Sul-Africana e posteriormente o Império Alemão, já em Outubro de 1913. Durante o período de guerra civil na Era dos senhores da guerra, o governo chinês mudou várias vezes de gabinete, e a cada vez que um senhor da guerra capturava a cidade de Pequim, um novo gabinete com reconhecimento internacional surgia (Governo de Beiyang); este padrão foi encerrado em 1928 após a Reunificação chinesa de 1928, quando a maior parte das nações reconheceram formalmente a República da China como um Estado legitimo e independente.
Por outro lado, as nações que não reconheciam o Governo de Beiyang, possuíam laços, sejam eles positivos ou negativos, com o Governo da República da China Nacionalista, criado em 1917, que foi reconhecido em 1921 pela União Soviética, como parte da Cooperação Sino-Soviética (1921–1945), e também foi reconhecido pela República de Weimar de 1924, nas vésperas da morte de Sun Yat-sen, que também fazia parte da uma aliança, a Cooperação Sino-Germânica (1911–1941). O Governo nacionalista também teve relações informais com o Reino Unido, França e os Estados Unidos durante a Revolta do Exército de Comerciantes de Cantão, pois estas nações deram suporte e apoio aos revoltosos. Só em 1928 estas nações reconheceriam o governo nacionalista, bem como Bélgica, Áustria, Brasil, México e Japão; no caso do Japão, Tóquio só reconheceu o Governo nacionalista em 1930, após seus aliados da Camarilha de Fengtian serem derrotados e subordinados a nova capital chinesa que foi transferida para Nanquim, sob o comando do Partido Nacionalista da China. De todo modo, no ano seguinte, 1931, o japão invadiu a Manchúria, dando ínicio as rivalidades entre o Japão e a China.
Pouco antes da retirada da República da China para Taiwan, entre 1946 e 1949, o governo nacionalista já detinha um assento no Conselho de Segurança das Nações Unidas e era internacionalmente reconhecido, tendo participado de conferencias e reuniões durante a Segunda Guerra Mundial. Todavia, após a Guerra Civil Chinesa, o país perdeu seu reconhecimento da maior parte dos países como União Soviética (que encerrou sua cooperação em favor do Partido Comunista da China), Reino Unido e França logo nos anos 1950, pouco antes da rendição das ultimas tropas nacionalistas na China continental, sendo expulsos da ONU após a Resolução 2758 da Assembleia Geral das Nações Unidas, onde perdeu seu reconhecimento para a República Popular da China.